# نسرين بهلولي
نسرين جميلة عائشة بهلولي (مواليد 20 فبراير 2003) لاعبة كرة قدم فرنسية محترفة تلعب في مركز وسط ميدان لصالح نادي النصر في الدوري السعودي الممتاز للسيدات.

## المسيرة مع الأندية

### أولمبيك ليون
خلال فترة لعبها مع أولمبيك ليون، اعتُبرت نجمًا صاعدًا. شاركت لأول مرة في الدوري ضد فليوري 91 ‏ في 30 أكتوبر 2022.

### إيه سي ميلان
في 20 يناير 2023، انضمت بهلولي إلى إيه سي ميلان. شاركت لأول مرة في الدوري ضد يوفنتوس في 18 مارس 2023. في سبتمبر 2024، اتفقت مع النادي على إنهاء العقد بالتراضي.

### الإعارة إلى بوردو
في 24 أغسطس 2023، أُعلن انتقالها بإعارة إلى بوردو. سجلت هدفها الأول في الدوري ضد ليل في 24 أبريل 2024.

### النصر
في 27 سبتمبر 2024، أعلن نادي النصر التوقيع مع بهلولي.

## المسيرة الدولية
في 26 نوفمبر 2021، شاركت لأول مرة مع منتخب فرنسا تحت 19 سنة ضد بلجيكا تحت 19 سنة. سجلت هدفها الأول ضد إسبانيا تحت 19 سنة في 3 يونيو 2022.

## الحياة الشخصية
تنتمي بهلولي إلى عائلة رياضية؛ إذ أن أشقائها الأكبر هم فارس بهلولي ومحمد بهلولي ‏.

## روابط خارجية
- نسرين بهلولي في الاتحاد الفرنسي لكرة القدم باللغة الفرنسية
- نسرين بهلولي  على سكروي